# Prîstoron, Ripkî
Prîstoron (în ucraineană Присторонь) este un sat în comuna Danîci din raionul Ripkî, regiunea Cernihiv, Ucraina.

## Demografie
Componența lingvistică a localității Prîstoron
     Ucraineană (100%)
Conform recensământului din 2001, toată populația localității Prîstoron era vorbitoare de ucraineană (100%).